# Islas de la Galita
Las islas de la Galita (en árabe: جالطة‎) forman un archipiélago de roca volcánica situado al norte de Túnez, en el mar Mediterráneo. También son las islas y el punto más al norte de Túnez, y de todo el continente africano.
Están a 38 km al noroeste de Cabo Serrat, el punto más cercano de la costa de Túnez, de la que están separadas por el canal de Galita. Están 65 kilómetros al noreste de la ciudad de Tabarka y a 150 km al sur del cabo Spartivento (sur de Cerdeña).
La isla principal (La Galita) tiene 5,4 km de longitud de este a oeste y 2,9 km en su punto más ancho. El área del archipiélago es de poco más de 8 km², la mayor parte corresponde a la isla más grande, que tiene acantilados de 200 m y solo se puede acceder desde el sur de la bahía de Escueil Pasque. Algunas familias de pescadores viven en la isla. El punto más alto alcanza los 391 m y es llamado Bout de Somme (Gran Sommet).
Al norte de la isla principal se halla un grupo de tres islotes llamados Isla Gallo, Isla Pollastro e Isla Gallina, de obvias reminiscencias hispano-italianas, que componen las Illes des Chiens (Islas de los Perros). Un cabo en un islote, separado de la isla Gallo unos 100 m al noroeste, es para unos el Punto más septentrional de África. No obstante, hay controversia sobre cual es el punto más al norte de África, que otros consideran que es el Cabo Angela, en la costa continental de Túnez.
Durante la Segunda Guerra Mundial, La Galita albergó una pequeña base naval italiana. Salvatore Todaro, héroe de guerra italiano, murió en La Galite el 14 de diciembre de 1942.
El gobierno francés mantuvo desterrado en la isla de la Galita, de 1952 a 1954, a Habib Burguiba, que fuera primer presidente de Túnez independiente. En la isla residió en un fuerte hoy abandonado. 